# Madžíd Torkán
Majid Torkan (* 15. listopadu 1964) je bývalý íránský zápasník, volnostylař. V roce 1990 vybojoval zlato, v roce 1985 stříbro a v roce 1989 bronz na mistrovstbví světa. Třikrát, v roce 1983, 1989 a 1991, zvítězil a v roce 1992 byl druhý na mistrovství Asie. V roce 1986 zvítězil na Asijských hrách. V roce 1988 na letních olympijských hrách v Soulu vypadl v kategorii do 52 kg ve čtvrtém kole a v roce 1992 na hrách v Barceloně vybojoval ve stejné kategorii 7. místo.